# Eric Carmen
Eric Howard Carmen (Cleveland, 11 de agosto de 1949 – 11 de marco de 2024) foi um cantor americano.

## Carreira
Iniciou sua carreira como vocalista e líder do grupo Raspberries. Os outros integrantes do grupo eram Wallace Bryson, guitarra, David Smalley guitarra rítmica, Jim Bonfanti, bateria. A intenção do grupo era criar um "som britânico" e, através do estudo minucioso do trabalho dos Beatles, The Who e The Rolling Stones, conseguiram repetir algumas características do som desses grupos.
Por volta de 1974, Eric Carmen partiu para carreira solo com relativo sucesso. Dentre os sucessos da carreira solo, está a canção "Hungry Eyes" que fez parte da trilha sonora do filme Dirty Dancing na década de 1980, sendo recorde de bilheteria no mundo todo e "All by Myself", uma das canções de mais sucesso de todos os tempos, gravada originalmente por Carmen em 1975.
Carmen morreu em março de 2024. O anúncio foi feito por sua esposa, Amy Carmen, no site oficial do cantor.